# NGC 3064
NGC 3064 je galaksija u zviježđu Sekstantu.

## Vanjske poveznice
- SEDS: NGC 3064